# 낸시 그레이스 로먼 우주망원경
낸시 그레이스 로먼 우주망원경(Nancy Grace Roman Space Telescope)은 2027년 발사 예정인 우주망원경이다. 원래 이름은 광각 적외선 우주망원경(Wide-Field Infrared Survey Telescope, WFIRST)이었다. 약 2.4m의 주경을 장착하고 있으며, 288 메가 픽셀의 사진을 찍을 수 있다. 이는 허블 망원경을 뛰어넘는 수준이다. 그리고 초점도 허블망원경보다 더 잘 맞추어 진다. 하지만 구경 크기는 2.4m으로 똑같다. 관측 파장은 가시광선과 적외선이다. 이 임무로 코로나그래프 임무도 같이한다. 목표는 외계 행성 탐사, 일반 상대성 이론 검증, 암흑에너지 연구, 우주론 연구, 시공간 연구, 적외선으로 천체 관측하기 등이 있다.
2020년 5월 20일, NASA는 허블 우주망원경 제작을 이끈 낸시 그레이스 로먼의 이름을 따서 망원경을 명명했다고 발표했다.

## 역사와 제작배경
2010년 전미과학공학의학한림원에서 이와 비슷한 컨셉트의(설계) 우주망원경을 발사하자고 제안한 적이 있었다. 2011년과 2012년 사이 이루어진 설계에서는 1.3m의 적외선을 반사하는 반사망원경이었다. 그러나 설계 도중에 예산 부족으로 연구가 잠시 중단되었었다. 그 후, 첩보 망원경 2개를 국가정찰국에서 기증했으며, 여기서 연구진이 이번에는 광각 관측을 하자고 제안했고 기증한 망원경도 보조 기구 등을 달아 만든 광각 망원경이라 광각 적외선 우주망원경을 만든 계기가 되었다. 다른 프로젝트와는 NASA가 JDEM과 연동 시켰으며, JDME의 프로젝트 때 있던 다른 2개의 망원경들의 영향을 크게 받아서 국가정찰국의 망원경을 업그레이드시켰다. 그리고 JDME 프로젝트 때 예정된 탐사선들의 궤도를 이용해서 라그랑주 점 L2에 위치할 것으로 결정했다. 원래 개념은 WFIRST-AFTA이다. 하지만 JDME 프로젝트와 국가정찰국의 우주망원경의 영향을 받아 원래의 프로젝트와는 많이 다르다. 현재 NRO 우주망원경은 1개 밖에 없다. 2014년 약 5600만 달러를 배정받았으며, 2015년 약 5000만 달러를 배정받았다. 그리고 2016년 9천만 달러를 배정받았다. 결국에, NASA는 스피처 우주망원경의 후계자는 제임스 웨브 우주망원경, 케플러 우주망원경의 후계자는 TESS인데, 유일하게 허블 우주망원경만 후계자가 없어서 꽤 괜찮은 우주망원경이라고 생각하고 2017년 2월 전체적인 구도와 세세한 부품 등의 배치, 종류, 조립 계획 등을 세웠다. 2018년 2월 정부에서 32억 달러의 예산을 배정 받았다. 여기서 문제가 하나 생겼는데, Neil Gehrels가 발사 전에 사망해서 총 관리 책임자가 바뀌었다. 현재 관리자는 Jeffrey Kruk, Kevin Grady, Dominic Benford, John Gagosian, Deputy Chairs, David Spergel, Jeremy Kasdin가 NASA, JPL, GSFC의 지휘 아래 광각 적외선 우주망원경을 관리하도록 바뀌었다. 그리고 2018년 3월 미국 의회는 예산 배정과 개발을 승인했다.

## 과학장비

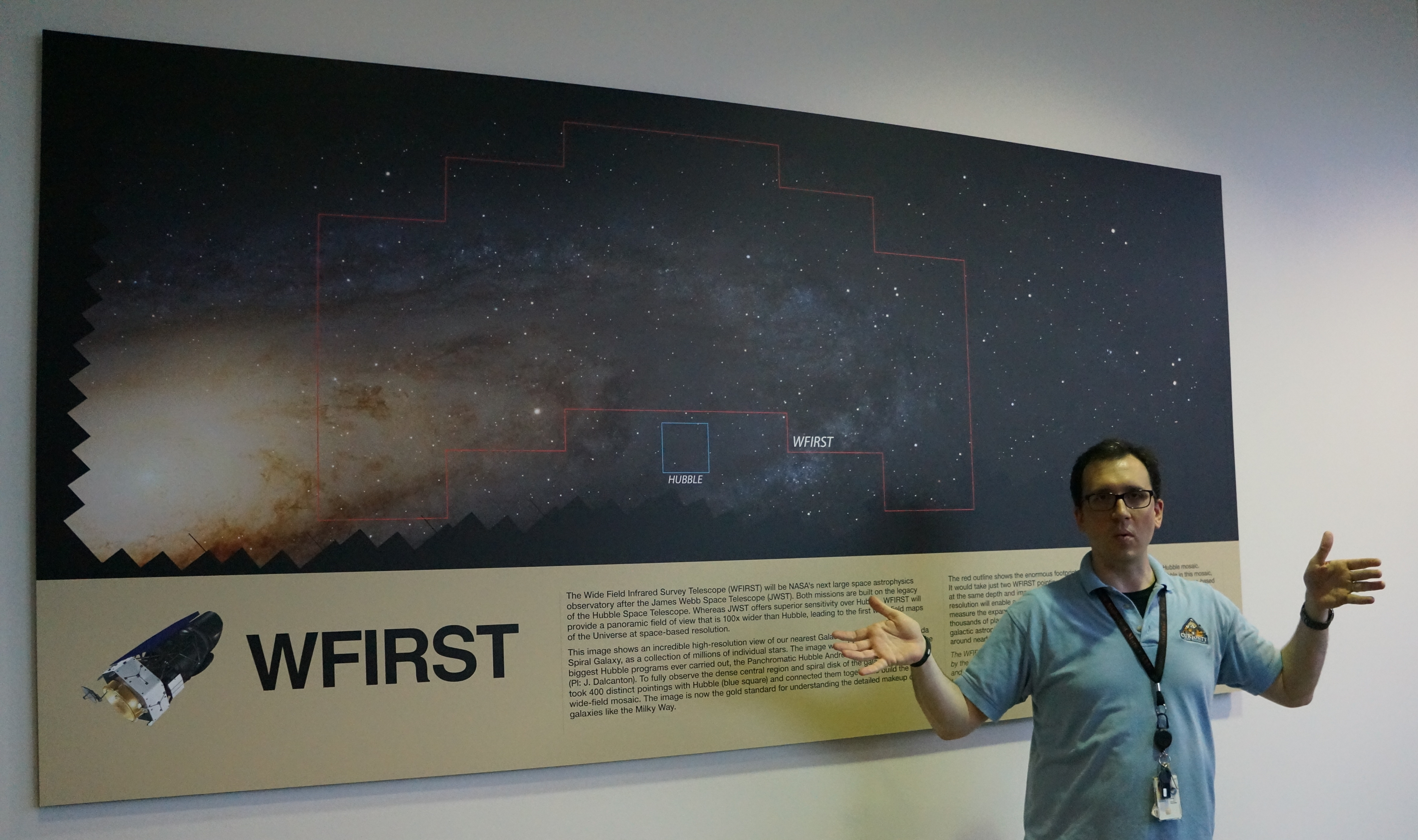
허블 망원경의 시야와 광각 적외선 우주망원경의 시야. WFIRST가 광각 관측기를 가지고 있어서 더 넓은 시야를 가진다.

- 주경: 탐사선의 주경으로 넓은 시야의 사진을 관측하는 것이 목적이다.
- 부경: 주경이 모은 빛을 다시 카메라로 찍을 수 있게 도와주는 것이 목적이다.
- 카메라: 부경이 다시 반사한 사진을 찍는 것이 목적이다.
- 전력공급장치: 우주망원경에 전력을 배분해서 공급하는 것이 목적이다.
- 주경 덮개: 주경을 보호할 때 쓴다. 거의 사용할 일은 없다.
- 트랜스폰더: 송신 장치로, 탐사선이 찍은 사진을 송신하는 것이 목적이다.
- 반작용 휠: 망원경의 자세를 조정할 때 사용할 예정이다.
- 태양전지: 태양에너지를 우주망원경에 공급할 예정이다.

## 발사
발사는 2027년 팰컨 헤비로 케이프커내버럴 공군 기지에서 할 예정이다.

## 지원, 개발, 투자
- NASA
- JPL
- GSFC
- ULA